# Айдаев, Юсуп-Хаджи Абубеширович
Юсуп-Хаджи Абубеширович Айдаев (31 декабря 2001) — российский борец вольного стиля, бронзовый призёр чемпионата России 2025 года. 17 сентября 2020 года ему присвоено звание мастер спорта России.

## Биография
Чеченец.
Является воспитанником СШОР Урус-Мартановского района школы борьбы, тренируется под руководством Жаы Умарова и Ахмеда Сулейманова.
В апреле 2021 года он стал бронзовым призёром первенства страны среди юниоров.
В мае 2021 года Айдаев выиграл мемориал Романа Дмитриева. В конце мая того же года стал бронзовым призёром мемориала Ивана Ярыгина.
В 2024 году в Каспийске стал серебряным призёром мемориала Али Алиева.
28 июня 2025 года на чемпионате России в Москве, в схватке за 3 место он одолел Ньургуна Сергина из Якутии, став обладателем бронзовой награды.